# Androfobia
Per androfobia si intende uno stato di anormale, irrazionale e duratura paura degli uomini. Il disturbo può essere di origine traumatica, ma non necessariamente. Può essere dovuto all'osservazione di un genitore affetto da androfobia o attraverso diversi fattori interrelati. I timori persistenti possono causare una serie di sintomi fastidiosi come mancanza di respiro, difficoltà nel pensare e nell'esprimersi, vertigini, sensazione di sonnolenza, perdita di controllo, incapacità di concentrazione, incapacità di prendere decisioni semplici, nausea, palpitazioni, tremore, sudorazione profusa, o un forte attacco di ansia. Non tutti gli androfobici presentano tali sintomi e alcune persone potrebbero avere altre reazioni.